# Bahraini Premier League 2017/18
Die Bahraini Premier League 2017/18 war die 61. Spielzeit der höchsten bahrainischen Fußballliga seit ihrer Gründung 1956. Die Saison begann am 9. September 2017 und wird voraussichtlich im Mai 2018 enden. Titelverteidiger ist der Malkiya Club.

## Modus
Die Vereine spielen ein Doppelrundenturnier aus, womit sich insgesamt 18 Spiele pro Mannschaft ergeben. Es wird nach der 3-Punkte-Regel gespielt (drei Punkte pro Sieg, ein Punkt pro Unentschieden). Die Tabelle wird nach den folgenden Kriterien bestimmt:
1. Anzahl der erzielten Punkte
2. Tordifferenz aus allen Spielen
3. Anzahl Tore in allen Spielen

Am Ende der Saison qualifiziert sich die punktbeste Mannschaft für die erste Qualifikationsrunde der AFC Champions League 2019. Zusätzlich nimmt der Sieger des Bahraini King’s Cups an der Gruppenphase des AFC Cup 2019 teil. Die zwei Vereine mit den wenigsten Punkten steigen in die zweitklassige Bahraini Second Division ab.

## Teilnehmer
Al-Shabab kehrte nach zweijähriger Abstinenz als Meister der Bahraini Second Division 2016/17 wieder zurück in die Bahraini Premier League. Der zweite Aufsteiger, al-Ittihad, spielte zuletzt in der Saison 2008/09 in der höchsten bahrainischen Liga. Die zwei Aufsteiger ersetzten die zwei letztplatzierten Vereine der Saison 2016/17, der Bahrain Club und al-Hala. Der Bahrain Club musste nach nur einem Jahr in der Bahraini Premier League wieder in die Bahraini Second Division zurück. Für al-Hala bedeutete der Abstieg das Ende seiner elfjährigen Zugehörigkeit zum bahrainischen Fußball-Oberhaus.
Obwohl die meisten Vereine ein eigenes Stadion haben, finden die Spiele ausschließlich im Nationalstadion Bahrain in Riffa, im Khalifa Sports City Stadium in Madinat Isa oder im al-Ahli Stadium in Manama statt.
| Verein          | Beheimatet in |
| --------------- | ------------- |
| al-Ahli         | Manama        |
| al-Hidd         | al-Hidd       |
| al-Ittihad      | Manama        |
| al-Najma Club   | Manama        |
| al-Riffa SC     | Riffa         |
| al-Shabab       | Dschidhafs    |
| East Riffa Club | Riffa         |
| Malkiya Club    | Malkiya       |
| Manama Club     | Riffa         |
| Muharraq Club   | al-Muharraq   |

## Tabelle
| Pl.               | Verein           | Sp. | S  | U | N  | Tore    | Diff. | Punkte |
| ----------------- | ---------------- | --- | -- | - | -- | ------- | ----- | ------ |
| 1.                | Muharraq Club    | 18  | 14 | 3 | 1  | 031:700 | +24   | 45     |
| 2.                | al-Najma Club    | 18  | 8  | 6 | 4  | 034:260 | +8    | 30     |
| 3.                | Manama Club (P)  | 18  | 8  | 5 | 5  | 033:200 | +13   | 29     |
| 4.                | Malkiya Club (M) | 18  | 8  | 4 | 6  | 036:300 | +6    | 28     |
| 5.                | al-Shabab (N)    | 18  | 5  | 9 | 4  | 019:200 | −1    | 24     |
| 6.                | al-Hidd          | 18  | 5  | 6 | 7  | 022:300 | −8    | 21     |
| 7.                | Al-Riffa SC      | 18  | 5  | 4 | 9  | 022:310 | −9    | 19     |
| 8.                | East Riffa Club  | 18  | 3  | 8 | 7  | 024:320 | −8    | 17     |
| 9.                | al-Ittihad (N)   | 18  | 3  | 5 | 10 | 022:340 | −12   | 14     |
| 10.               | al-Ahli*         | 18  | 4  | 4 | 10 | 021:340 | −13   | 13     |
| Stand: Saisonende |                  |     |    |   |    |         |       |        |

| Zum Saisonende 2017/18: |
| Bahrainischer Meister und Teilnahme an der ersten Qualifikationsrunde zur AFC Champions League 2019 Abstieg in die Bahrain Second Division 2018/19 |

| Zum Saisonende 2016/17: |                                                                             |
| (M)                     | Amtierender Meister: Malkiya Club                                           |
| (P)                     | Amtierender Pokalsieger: Manama Club                                        |
| (N)                     | Aufsteiger aus der Bahraini Second Division 2016/17: al-Shabab & al-Ittihad |
| *                       | Al-Ahli bekam während der Saison drei Zähler abgezogen                      |